# Moshupa
Moshupa est une ville du Botswana qui se trouve à 60 km à l'ouest de la capitale Gaborone.
Lors du recensement de 2011, Moshupa comptait 20 016 habitants. Les habitants de Moshupa s'appellent Bakgatla-ba-ga Mmanaana. Le village est caractérisé par une chaîne de montagnes. Le chef du village s'appelle Kgosi Kgabosetso Mosielele. Il y a 3 collèges et 1 lycée à Moshupa.